# فوناباشي (تشيبا)
مدينة فوناباشي (بالإنجليزية: Funabashi) هي إحدى المدن التابعة لولاية تشيبا. تأسست رسميًا في 01/04/1937. ويقدر عدد سكانها بـ 586762 نسمة حسب تقدير مكتب الإحصاء الياباني لعام 2012. تبلغ مساحة فوناباشي 85.64 كم2. بكثافة سكانية تبلغ 6851 نسمة/كم2.

## توأمة
لفوناباشي (تشيبا) اتفاقيات توأمة مع كل من:
- شيان
- أودنسه
- هايوارد

## أعلام
- يوشيهيرو ناتسوكا
- ناوشي ناكامورا
- يوشيهيكو نودا
- تاكاشي سيكايزوكا